# Breguet Type IV
Pour les articles homonymes, voir Breguet.
Le Breguet Type IV est un avion biplan, fabriqué en série entre 1911 et 1917, par le constructeur aéronautique français société anonyme des ateliers d’aviation Louis Breguet, de Louis Charles Breguet (famille Breguet).

## Historique
Après avoir conçu avec succès ses premiers prototypes d'hélicoptères (gyroplane Breguet-Richet en 1907 avec Charles Richet), puis d'avions (Breguet Type I 1909, Type II 1910, et Type III 1910) Louis Charles Breguet (1880-1955, famille Breguet) fonde avec son frère Jacques Breguet sa société anonyme des ateliers d’aviation Louis Breguet en 1911 à Douai, dans le Nord, sur le champ d'aviation de la Brayelle, pour concevoir, construire et commercialiser avec succès ses avions en série.

Musée des arts et métiers de Paris
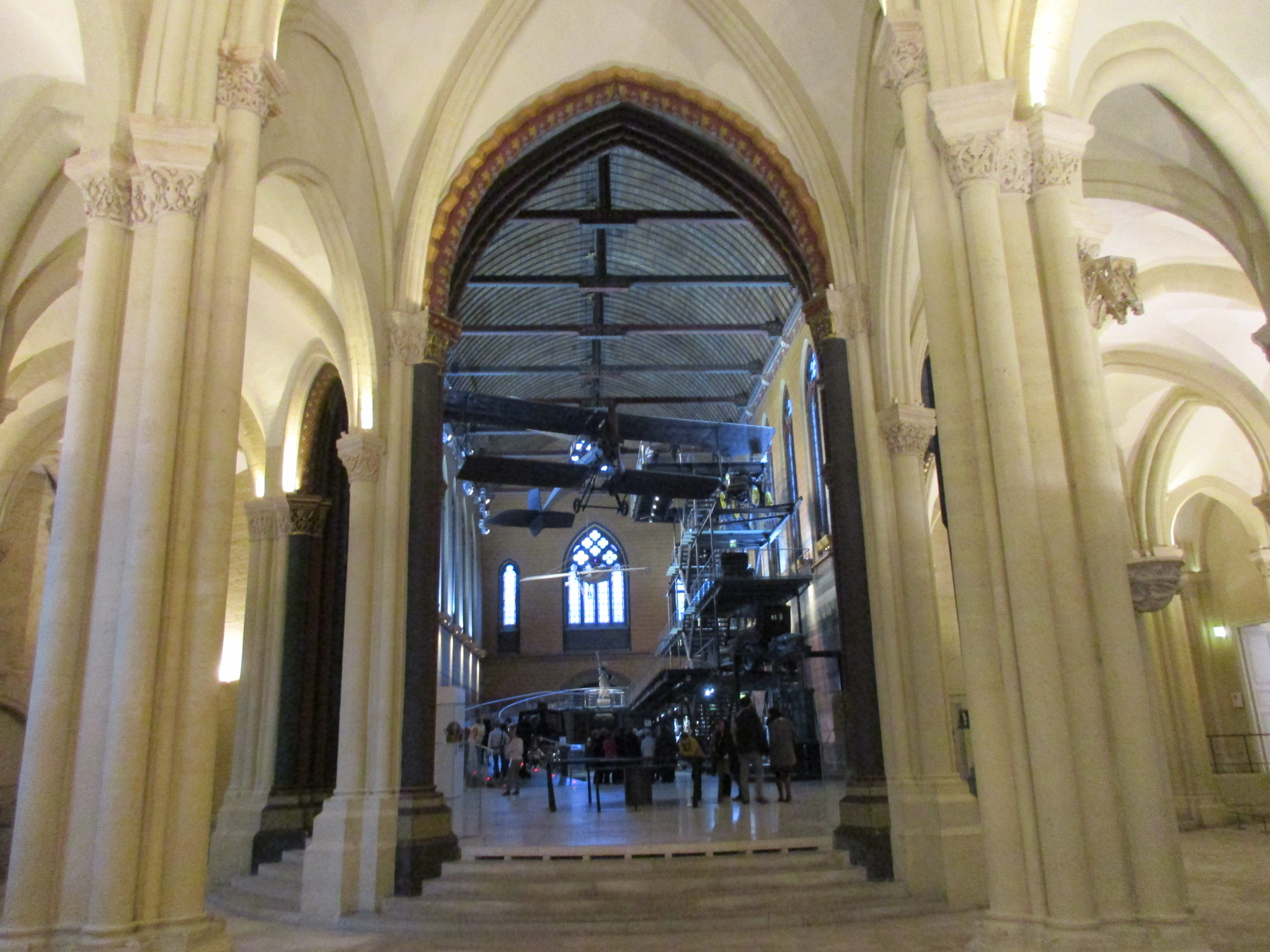
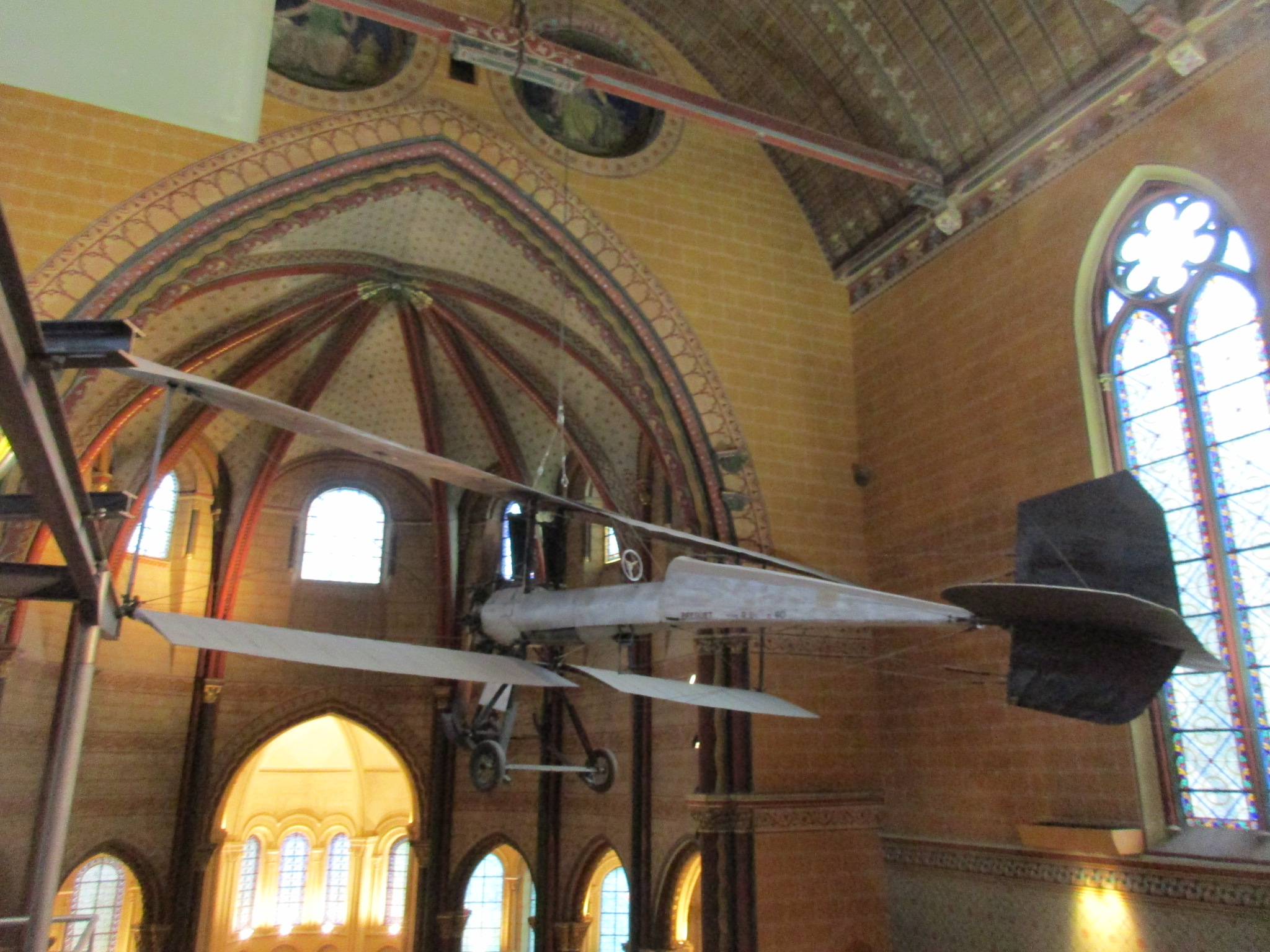
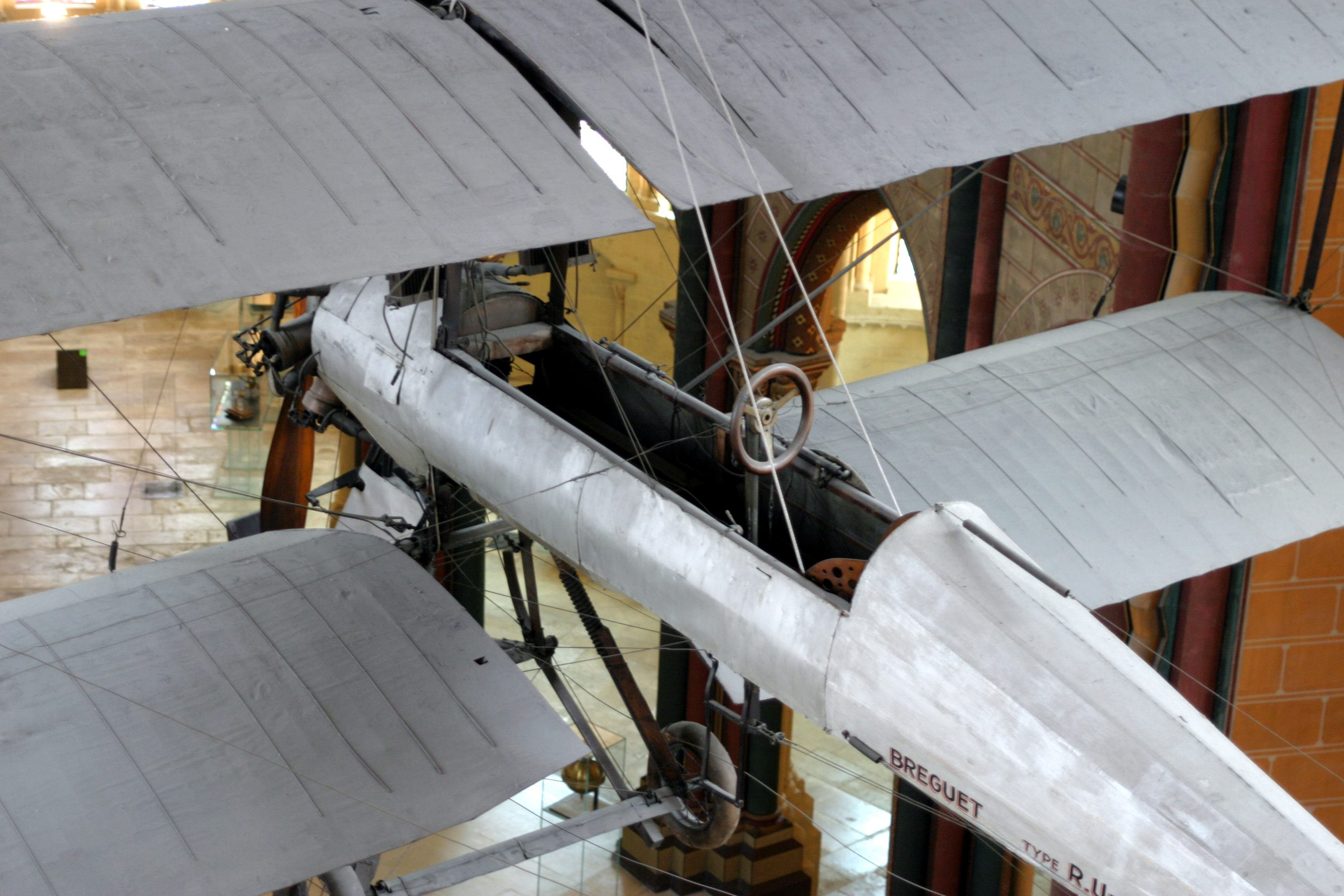
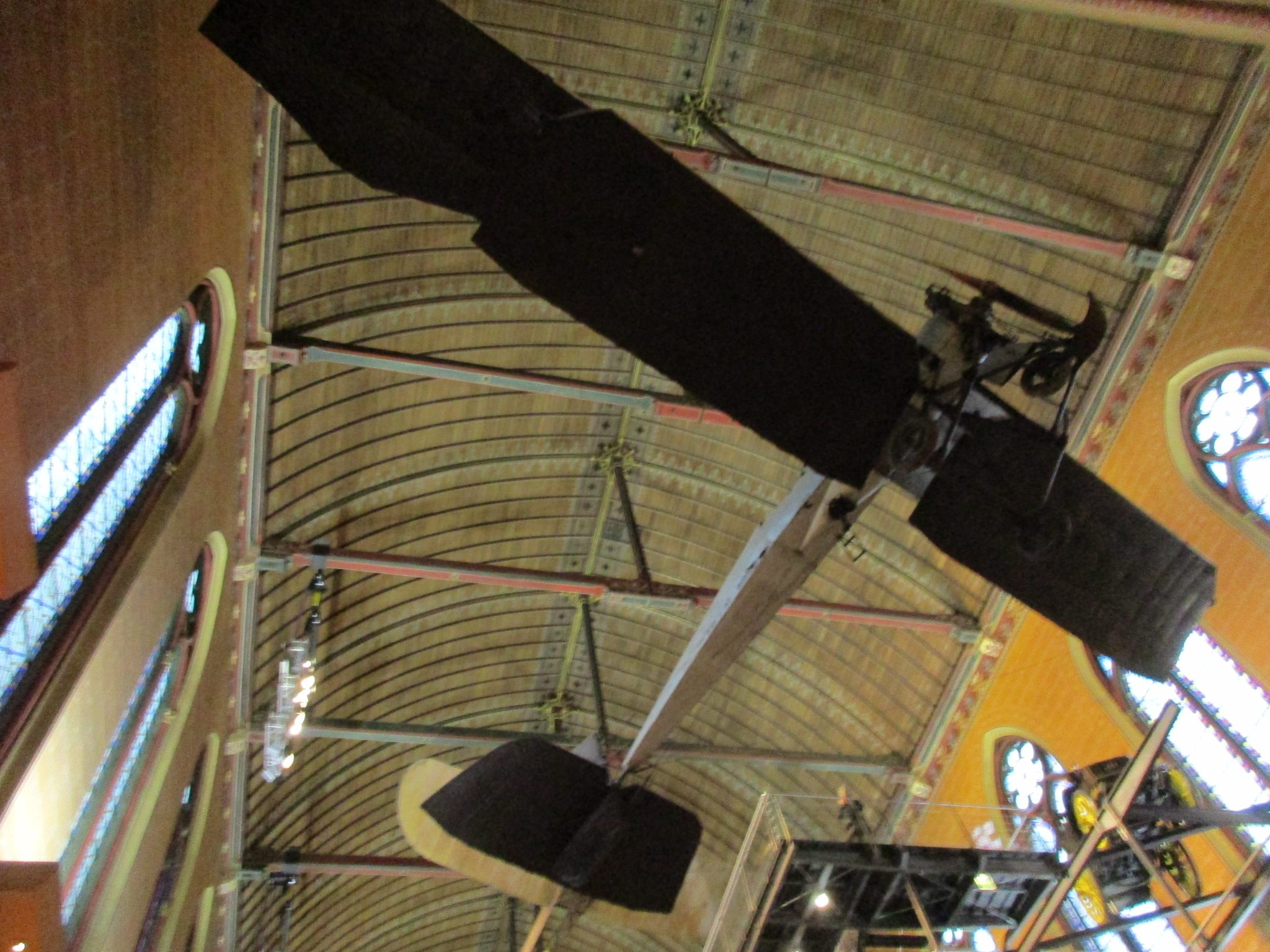

Évolution du Breguet Type III de 1910, ce Type IV est fabriqué en de nombreuses variantes et exemplaires, avec diverses capacités de nombre de passagers et puissance de moteur. Il effectue son premier vol inaugural sur le champ d'aviation de la Brayelle, du site industriel familial. 
Une version G.1 bat le record du monde de vitesse aérienne le 19 janvier 1911 avec 86,3 km/h, puis avec 79,7 km/h le 6 mars avec deux passagers. Une version G.3 devient le premier avion du monde à transporter un pilote et dix passagers.

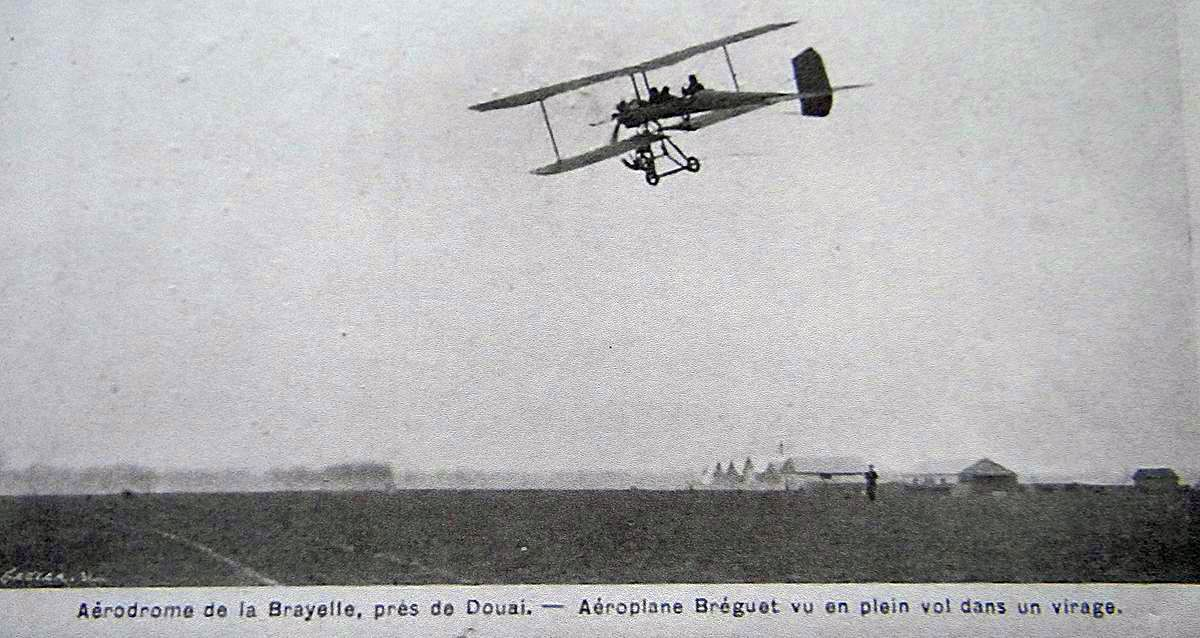
Champ d'aviation de la Brayelle, 1910
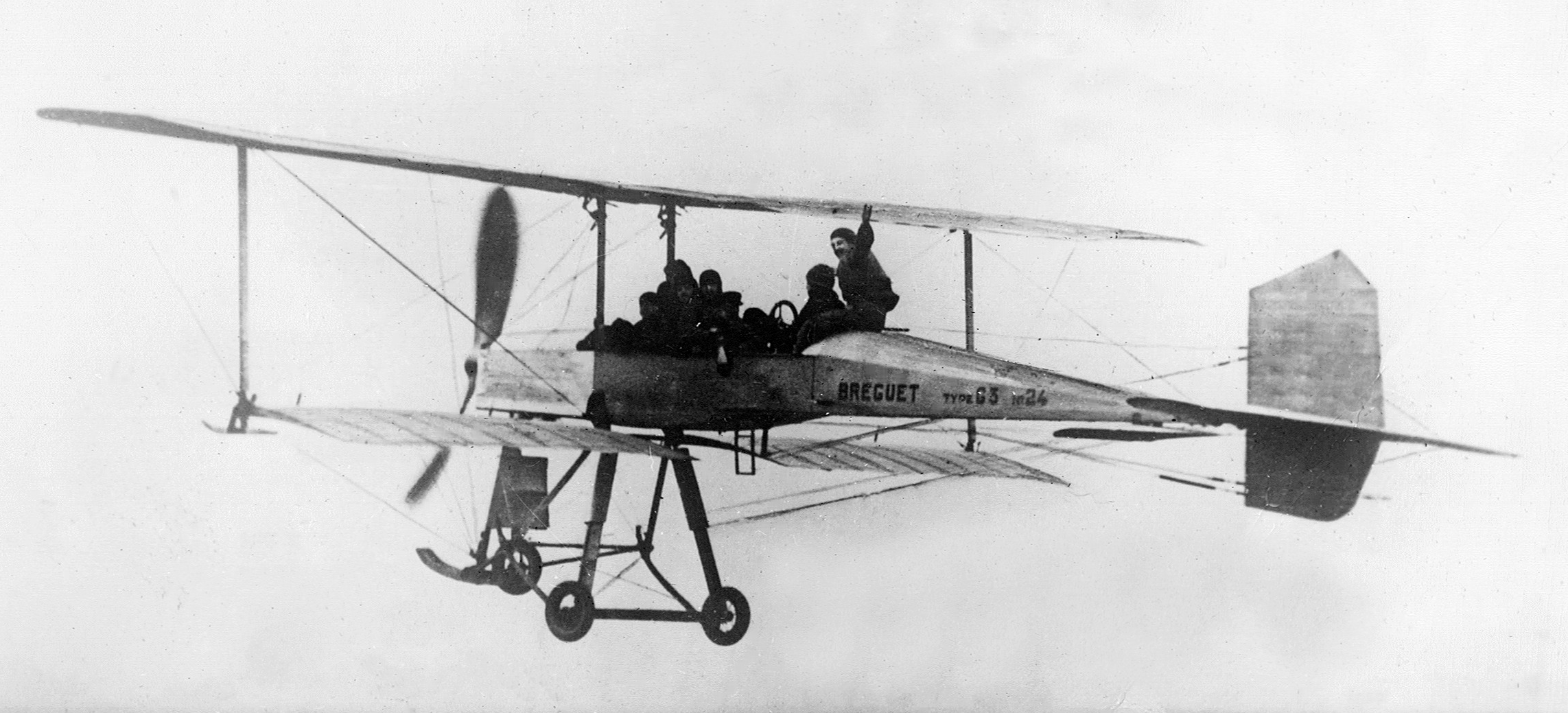
Version 10 passagers, 1911
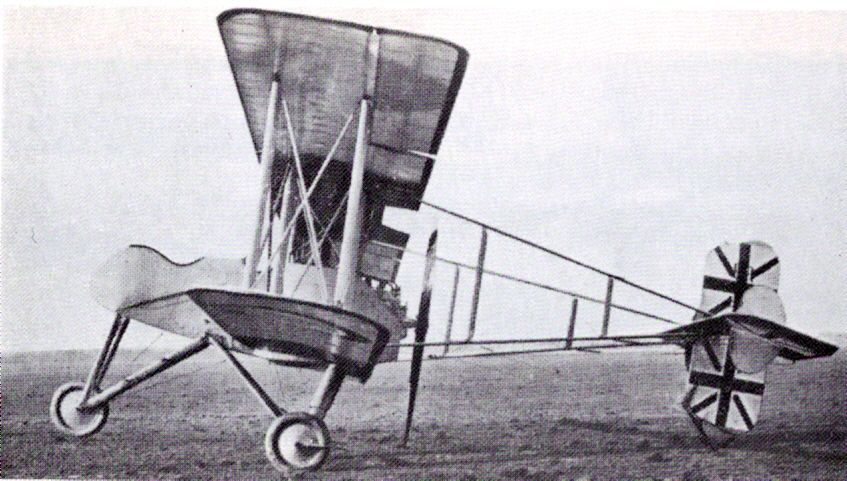
Breguet BUC/BLC de Chasse, Royal Flying Corps, 1916
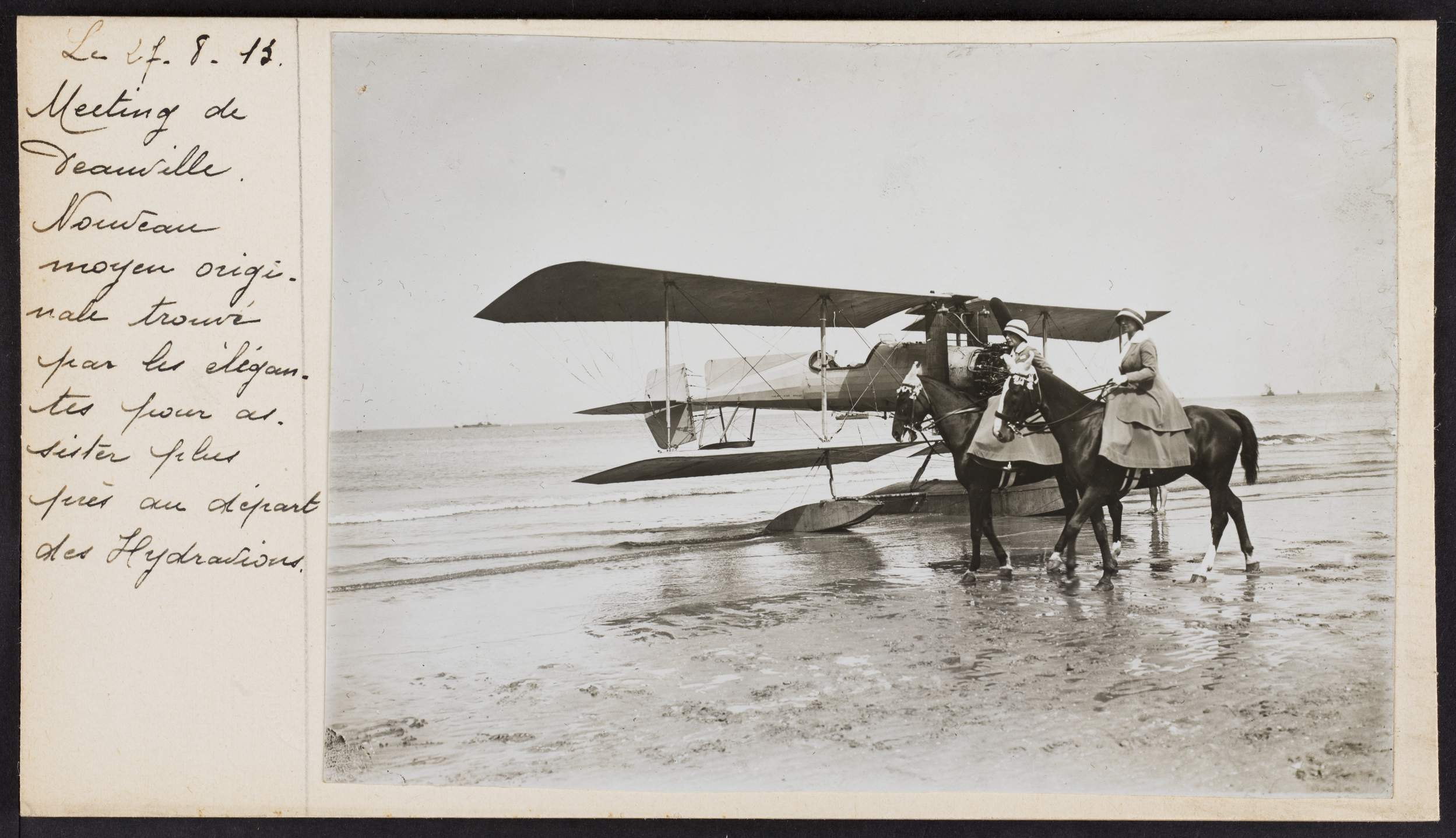
Breguet G.4 Hydravion, Meeting de Deauville, 1913

Durant la Première Guerre mondiale, l'État français s'associe avec les frères André Michelin et Édouard Michelin (famille Michelin) pour le faire fabriquer une version militaire Breguet Michelin BM4 (avion de reconnaissance, avion de chasse, et bombardier) à 200 exemplaires, entre 1916 et 1917, pour l'Armée de l'air française et le Royal Flying Corps des Forces armées britanniques. Les Breguet XIV leur succèdent en 1917.
En février 1919, Louis Charles Breguet fonde la Compagnie des messageries aériennes, avec Louis Blériot, Louis Renault et René Caudron. La société fusionne avec la Compagnie des grands express aériens pour former Air Union le 1er janvier 1923, qui devient Air France en 1933, après fusion entre autres avec la Compagnie générale aéropostale. En 1971, la société anonyme des ateliers d’aviation Louis Breguet fusionne avec la société Avions Marcel Dassault, sous le nom d'Avions Marcel Dassault - Breguet Aviation (AMDBA), qui devient Dassault Aviation en 1990.

### Variantes civiles
- G, moteur 50 ch Gnome Omega
- G.1, moteur 50 ch Gnome Omega
- G.2, moteur Gnome de 70 ch

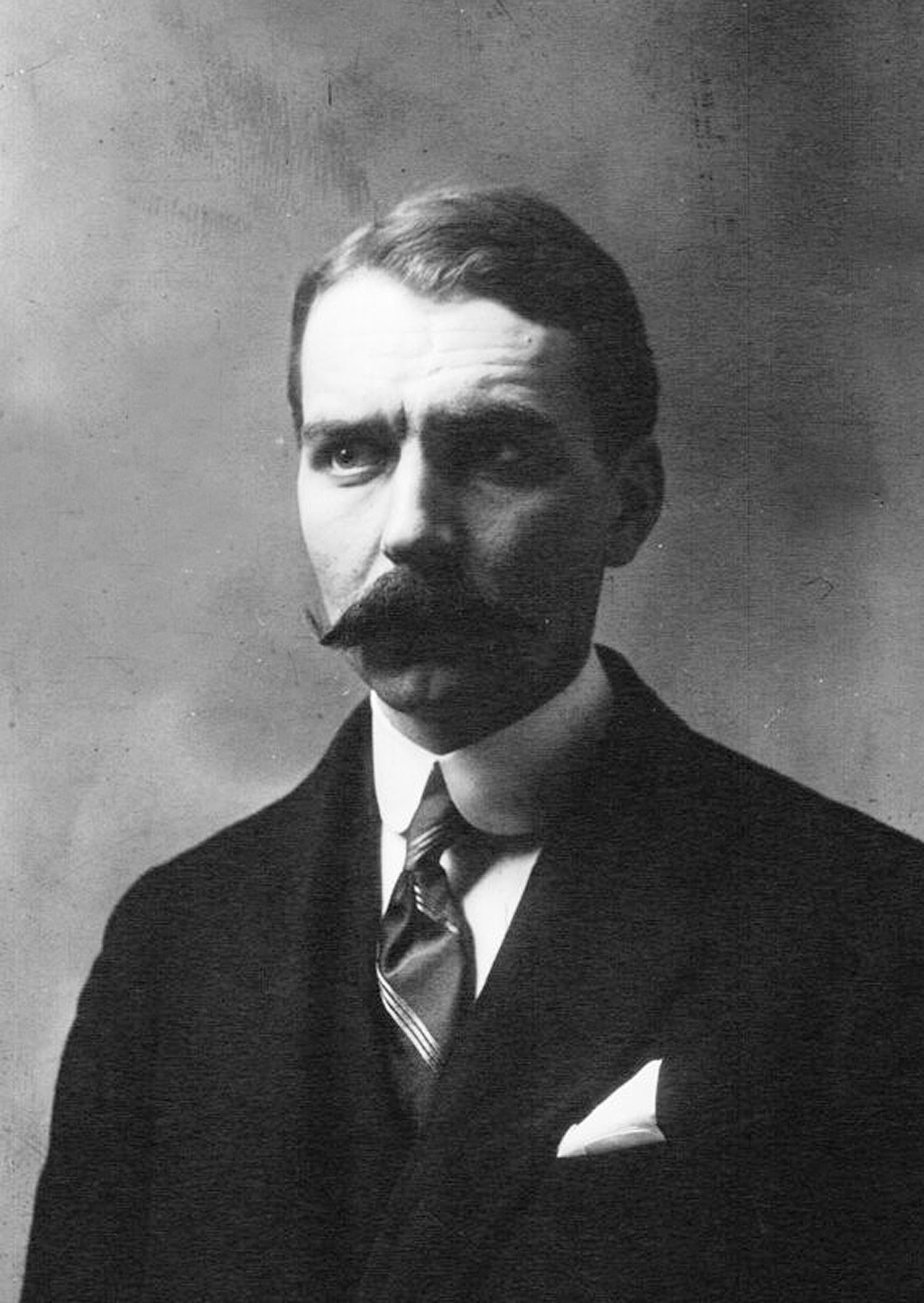
Louis Charles Breguet, en 1909

- G.3, moteur 100 ch Gnome Gnome Double Omega
- G.4, moteur 160 ch Gnome Gnome Double Lambda
- R.1, moteur REP 50 ch
- R.2, moteur REP 70 ch
- L.1, moteur 50 ch Renault (« L » pour Louis Renault)
- L.2, moteur 70 ch Renault
- C.1, moteur 40 ch Chenu
- C.2, moteur 80 ch Chenu
- U.1, moteur 80 ch Canton-Unné
- U.2, moteur 80 ch Canton-Unné
- D.1, moteur 100 ch Dansette
- O.1, moteur 80 ch Le Rhône (moteur)

### Variantes militaires
- BM4 (Breguet Michelin) BUC, BLC, BUM, BLM (B pour Breguet, M pour Michelin, C pour avion de chasse, M pour Bombardier, L pour moteur Louis Renault)...